# Nébuleuse du Nénuphar
La nébuleuse du Nénuphar (IRAS 16594-4656) est une protonébuleuse planétaire située dans la constellation de l'Autel. Elle a été découverte par Bruce Hrivnak et Sun Kwok en 1999.
Elle est l'une des nébuleuses préplanétaires contenant des hydrocarbures aromatiques polycycliques, des hydrocarbures organiques constituant par ailleurs la base de la vie. La nébuleuse évolue actuellement en une nébuleuse planétaire.